# Catedral de Fulda
A Catedral de Fulda (em alemão Fuldaer Dom) localiza-se na cidade de Fulda, em Hesse, Alemanha. A igreja é a sede da Diocese de Fulda.
O edifício da atual catedral foi levantado no lugar da antiga Abadia de Fulda, fundada no século VIII. Entre 1704 e 1712, a velha igreja foi substituída por outra, desenhada por Johann Dientzenhofer, em estilo barroco romano. A partir de 1752, a igreja passou a ser a catedral da diocese.
Na catedral encontra-se o túmulo de São Bonifácio, o que dá à igreja grande significado religioso e histórico.

Catedral de Fulda
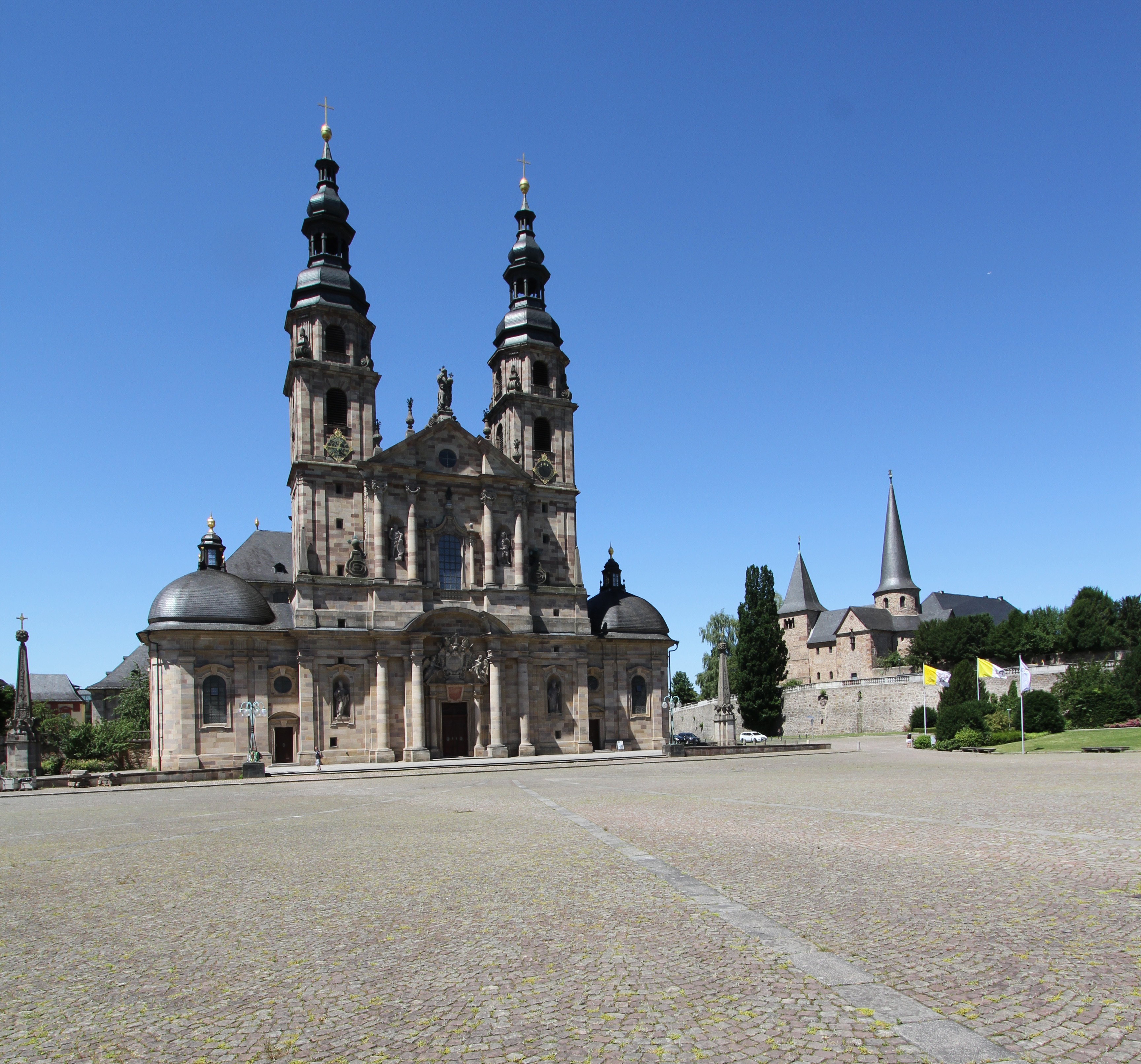
Catedral e Igreja de San Miguel
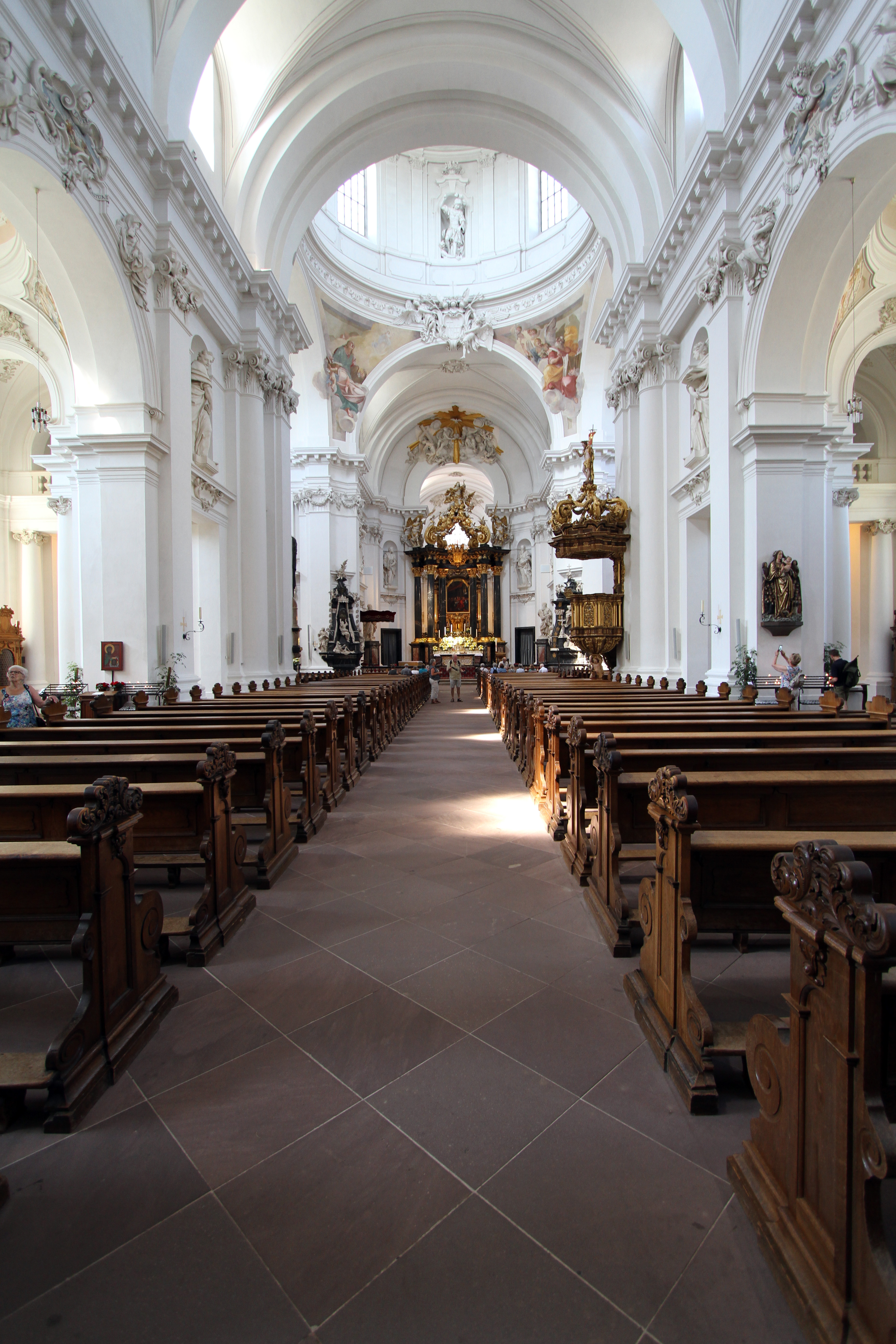
Nave
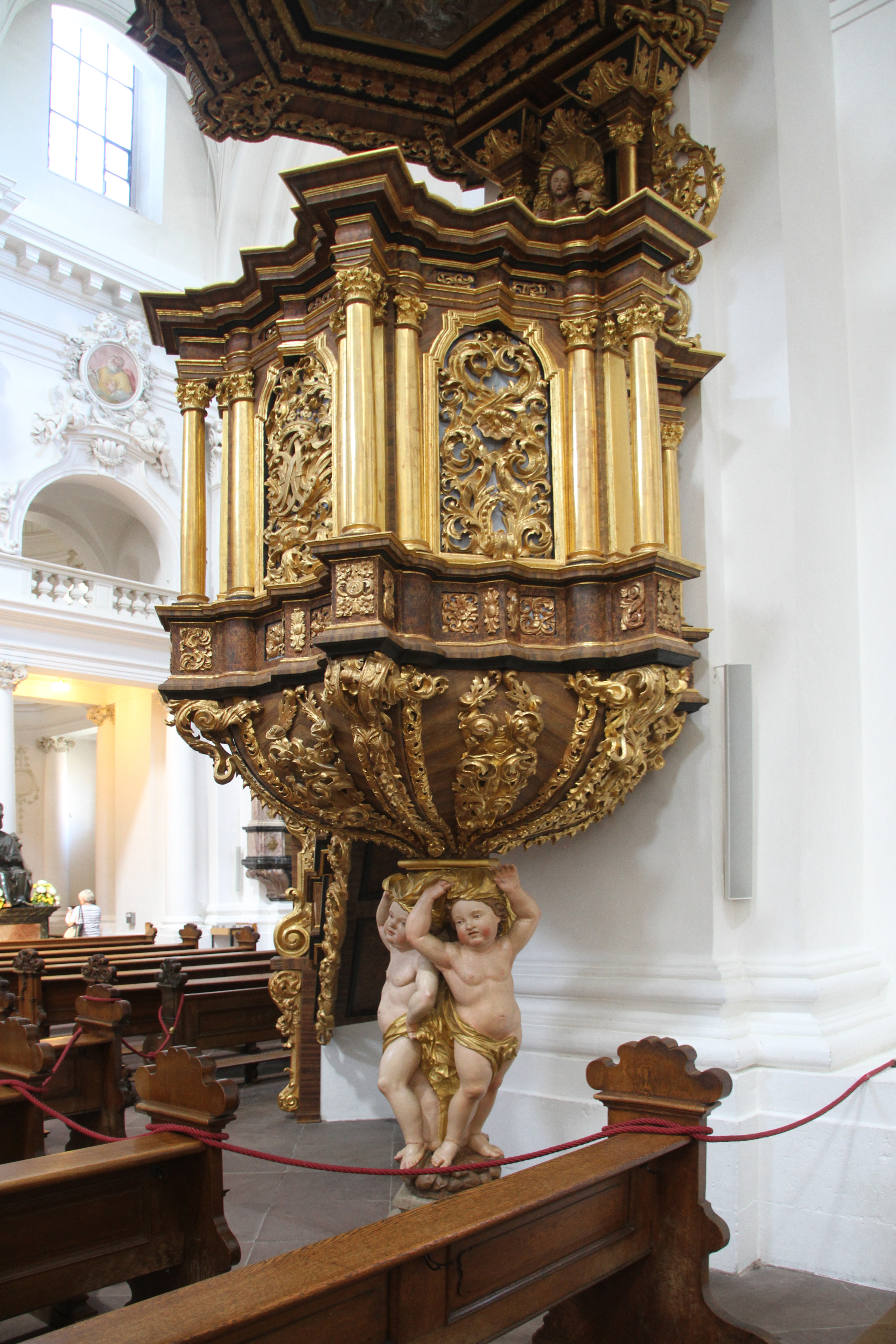
Púlpito
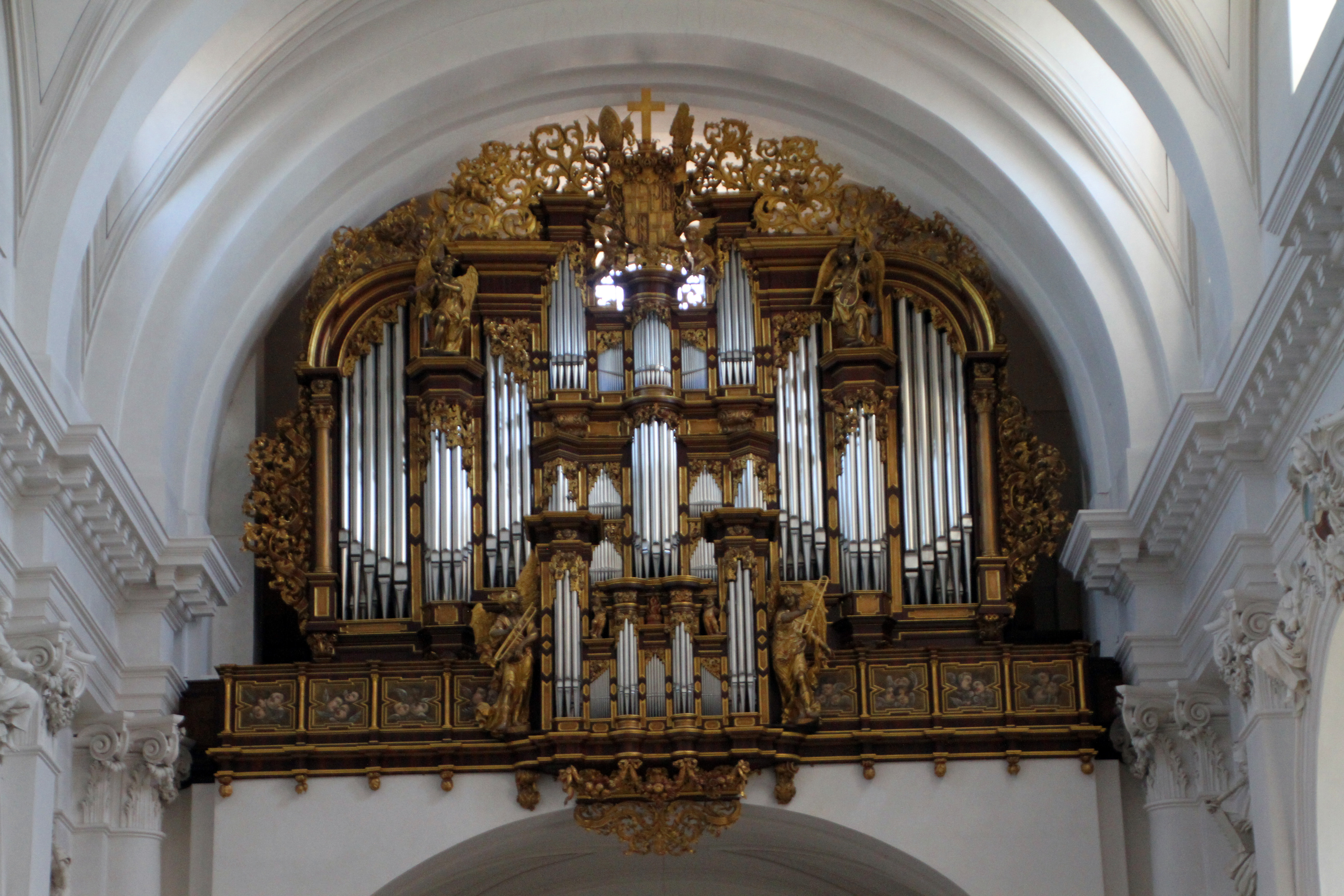
O órgão
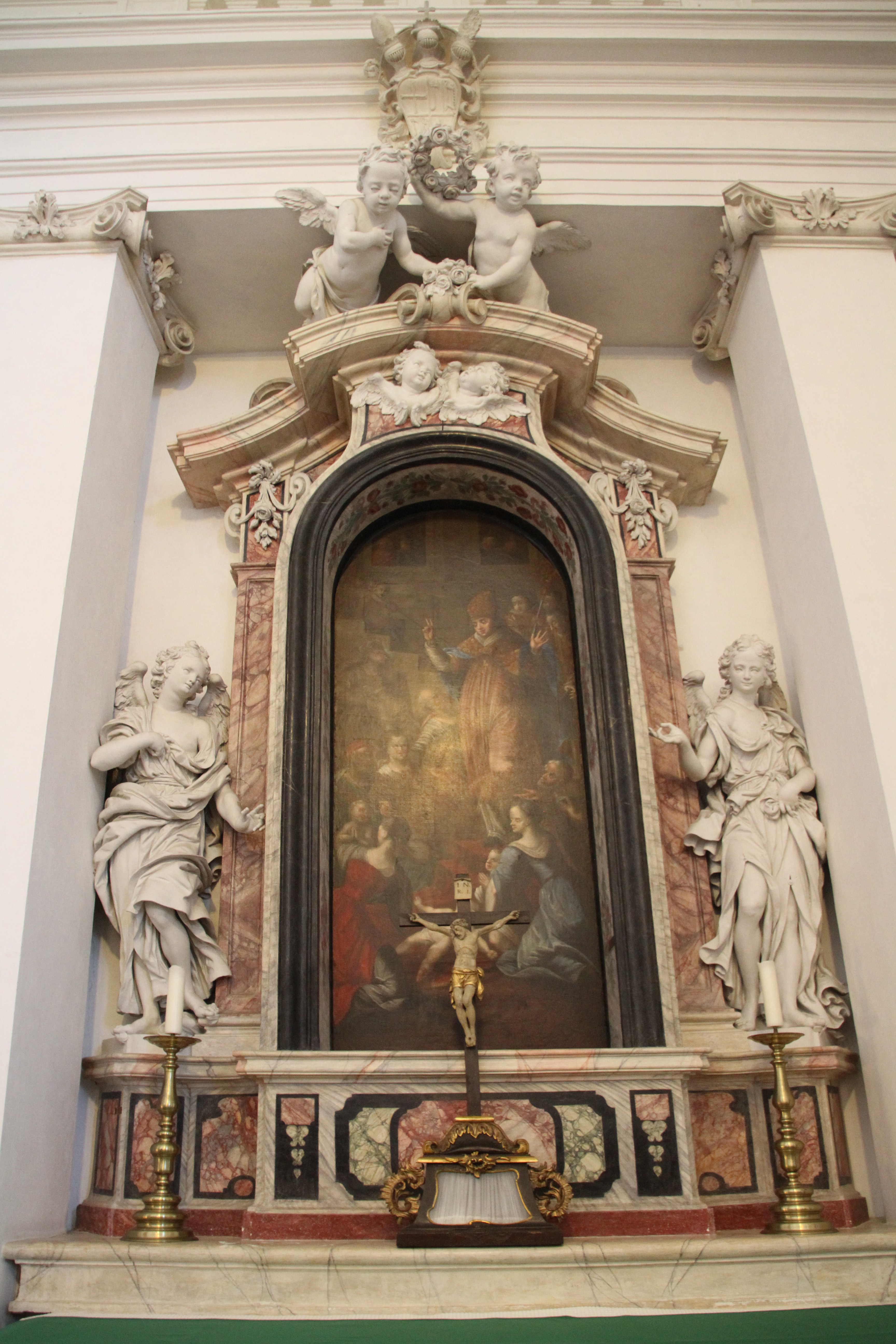
Altar de São Valentim
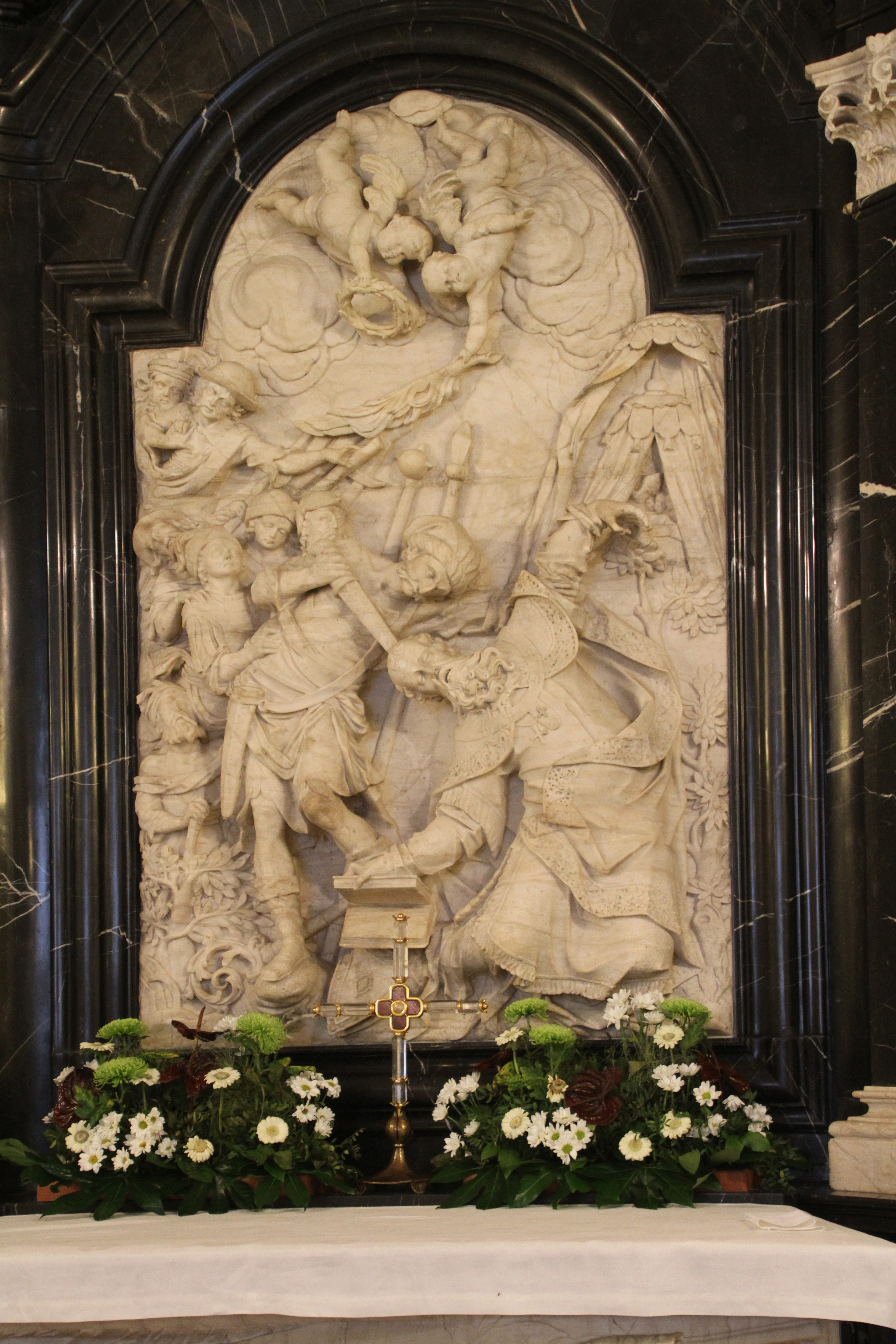
Túmulo de São Bonifácio

## Links
- Visita virtual à Catedral no sítio da Diocese de Fulda (em alemão)
- Museu da Catedral no sítio da Diocese de Fulda (em alemão)